# Негматуллоев, Шаббос
Шаббос Негматуллоев (англ. Shabbos Negmatulloev; род. 21 сентября 1997, Душанбе, Таджикистан) — таджикский боксёр-любитель выступающий в полутяжёлой весовой категории (до 81 кг). Участник Олимпийских игр 2020 года, бронзовый призёр чемпионата Азии (2021) в любителях.

## Любительская карьера

### Чемпионат мира 2019 года
В сентябре 2019 года участвовал в чемпионате мира в Екатеринбурге, и в первом раунде соревнований победил по очкам (счёт: 4-1) боксёра из Швеции Лиридона Нуха, но в 1/16 финала соревнований проиграл по очкам (счёт: 1-4) опытному египтянину Абдельрахману Ораби.

### Олимпийские игры 2020 года
В марте 2020 года занял 4-е место и прошёл квалификацию на квалификационном турнире от Азиатско-Тихоокеанского региона в Аммане (Иордания) к Олимпиаде 2020 года.
И в августе 2021 года участвовал на Олимпийских играх в Токио (Япония), где в 1/16 финале соревнований по очкам (0:4) проиграл китайцу Чэнь Дасяну.

### Чемпионат Азии 2021 года
В мае 2021 года стал бронзовым призёром чемпионата Азии в Дубае (ОАЭ), в полутяжёлой категории, где он в полуфинале по очкам проиграл узбеку Дилшодбеку Рузметову.

### Чемпионат мира 2021 года
В начале ноября 2021 года, в Белграде (Сербия) участвовал на чемпионате мира, в полутяжёлой весовой категории (до 80 кг). Где он в 1/16 финала соревнований досрочно нокаутом в 1-м раунде победил боксёра из Сьерра-Леоне Самуэля Камара, но в 1/8 финала по очкам раздельным решением судей (1:4) проиграл ирландцу Кейлану Кессиди.

### Чемпионат мира 2023 года
В мае 2023 года, в Ташкенте (Узбекистан) участвовал на чемпионате мира, в весе до 80 кг, где он в 1/32 финала соревнований по очкам раздельным решением судей (1:4) проиграл азербайджанскому боксёру Мураду Аллахвердиеву.